# ワークプレイスメント
ワークプレイスメント (Work Placement:WP) とは、学生が就業力育成に取り組む制度として定着した、1970年代イギリス発祥の有償型就業体験制度。学生が一定期間、企業で働いて報酬を受け取ることにより、責任を担う立場で業務を行うと同時に、自分の将来に関係のある就業体験を行うことができる。日本では、仲介・支援する業者が学生と受入企業の間に入ることにより、就業上の問題を防止するなどといったサポートを、学生が受けられる点が特徴。